# Hersfeld-Rotenburg
Hersfeld-Rotenburg là một huyện (Kreis) ở phía đông của Hesse, Đức. Các huyện giáp ranh là: Werra-Meißner, Wartburgkreis, Fulda (huyện), Vogelsberg (huyện), Schwalm-Eder.

## Lịch sử
Năm 1821, các huyện được lập ở Hesse, gồm có huyện Hersfeld và Rotenburg. Năm 1972, hai huyện được sáp nhập.

## Địa lý
Huyện có cảnh quan Waldhessen, các núi ở đây gồm Knüllgebirge, Stölzinger Gebirge, Richelsdorfer Gebirge và Kuppenrhön, một phần núi Rhön.

## Huy hiệu
| Coat of arms | Huy hiệu kết hợp huy hiệu của hai huyện cũ. |

## Thị xã và đô thị
| Thị xã                                                         | Đô thị | |
| -------------------------------------------------------------- | --- | --- |
| 1. Bad Hersfeld 2. Bebra 3. Heringen 4. Rotenburg an der Fulda | 1. Alheim 2. Breitenbach am Herzberg 3. Cornberg 4. Friedewald 5. Hauneck 6. Haunetal 7. Hohenroda 8. Kirchheim | 1. Ludwigsau 2. Nentershausen 3. Neuenstein 4. Niederaula 5. Philippsthal (Werra) 6. Ronshausen 7. Schenklengsfeld 8. Wildeck |